# Athletic Club 2001-2002
La pagina racchiude la rosa dell'Athletic Club nella stagione 2001-02

## Stagione
- Primera División: 7°
- Copa del Rey: Dopo aver eliminato l'Amurrio (1-3 il risultato), il Toledo (2-3), il Salamanca (2-2 e 2-0 il doppio risultato) ed il Villarreal (2-0 ed 1-0), l'Athletic viene eliminato in semifinale dal Real Madrid (vittoria 2-1 all'andata e sconfitta 3-0 al ritorno).

## Rosa
| N. |                   | Ruolo | Calciatore         |
| -- | ----------------- | ----- | ------------------ |
| 1  | Spagna (bandiera) | P     | Iñaki Lafuente     |
| 2  | Spagna (bandiera) | D     | Iñigo Larrainzar   |
| 3  | Spagna (bandiera) | D     | Aitor Larrazabal   |
| 4  | Spagna (bandiera) | D     | Rafael Alkorta     |
| 5  | Spagna (bandiera) | D     | Carlos García      |
| 6  | Spagna (bandiera) | C     | Josu Urrutia       |
| 7  | Spagna (bandiera) | D     | Óscar Vales        |
| 8  | Spagna (bandiera) | C     | Julen Guerrero     |
| 9  | Spagna (bandiera) | A     | Santiago Ezquerro  |
| 10 | Spagna (bandiera) | C     | Francisco Yeste    |
| 11 | Spagna (bandiera) | C     | Javier González    |
| 12 | Spagna (bandiera) | D     | Jesús María Lacruz |
| 13 | Spagna (bandiera) | C     | Andoni Imaz        |
| 14 | Spagna (bandiera) | D     | Roberto Ríos Patus |

| N. |                   | Ruolo | Calciatore        |
| -- | ----------------- | ----- | ----------------- |
| 15 | Spagna (bandiera) | D     | Felipe Guréndez   |
| 16 | Spagna (bandiera) | C     | Pablo Orbaiz      |
| 17 | Spagna (bandiera) | A     | Joseba Etxeberria |
| 18 | Spagna (bandiera) | D     | Bittor Alkiza     |
| 19 | Spagna (bandiera) | D     | Asier Del Horno   |
| 20 | Spagna (bandiera) | A     | Ismael Urzaiz     |
| 21 | Spagna (bandiera) | D     | David Karanka     |
| 22 | Spagna (bandiera) | D     | Aitor Ocio        |
| 23 | Spagna (bandiera) | A     | Tiko              |
| 24 | Spagna (bandiera) | C     | David Cuéllar     |
| 25 | Spagna (bandiera) | P     | Daniel Aranzubía  |
| 39 | Spagna (bandiera) | C     | Carlos Gurpegi    |
| 30 | Spagna (bandiera) | A     | Aritz Aduriz      |
| 46 | Spagna (bandiera) | D     | Ander Murillo     |

### Staff tecnico
- Allenatore:  Jupp Heynckes

Come da politica societaria la squadra è composta interamente da giocatori nati in una delle sette province di Euskal Herria o cresciuti calcisticamente nel vivaio di società basche.

### Statistiche
| Presenze - 36: Urzaiz - 35: Ezquerro - 33: Alkiza - 32: Carlos García, Tiko - 31: Etxeberria - 30: Lafuente, Javi González - 27: Óscar Vales - 26: Larrazabal, Orbaiz - 24: Lacruz - 22: Yeste - 20: Guerrero - 19: Larrainzar, Urrutia - 15: Felipe - 14: Aitor Ocio - 11: Murillo - 10: Del Horno - 8: Aranzubia - 6: Alkorta, D.Karanka, Cuéllar - 4: Ríos, Gurpegi - 0: Imaz | Marcatori - 16: Urzaiz - 8: Etxeberria - 7: Tiko - 5: Guerrero, Ezquerro - 3: Larrazabal - 2: Carlos García, Yeste - 1: Alkorta, Urrutia, Orbaiz, Alkiza, Del Horno, D.Karanka |